# Bombylius ruoanalis
Bombylius ruoanalis är en tvåvingeart som beskrevs av Macqaurt 1850. Bombylius ruoanalis ingår i släktet Bombylius och familjen svävflugor. Inga underarter finns listade i Catalogue of Life.